# Ampasser Straße
De Ampasser Straße (L283) is een 3,67 kilometer lange Landesstraße (lokale weg) in de statutaire stad Innsbruck en het district Innsbruck Land in de Oostenrijkse deelstaat Tirol. De weg sluit bij het Innsbrucker stadsdeel Amras aan op de afrit Innsbruck-Ost van de Inntal Autobahn (A12) en de Innsbrucker Straße (B174). De weg maakt net ten noorden van Schloss Ambras een haakse bocht richting noordoosten. Vlak ten noorden van Ampass maakt de weg opnieuw een haakse bocht, nu richting zuiden. De weg sluit in Ampass aan op de Ellbögener Straße (L38).
In de gemeente Ampass gaan inmiddels stemmen op om een extra verbinding aan te leggen tussen de Ampasser en de Ellbögener Straße, om de verkeersdruk in Ampass te ontlasten.